# Ronde van Casentino
De Ronde van Casentino is een eendagswielerwedstrijd die sinds 1910 jaarlijks wordt verreden in de Casentino, een vallei in Arezzo. Sinds 2005 maakt de wedstrijd deel uit van de UCI Europe Tour in de categorie 1.2. Vanaf 2011 is de wedstrijd een amateurwedstrijd.

## Podiumplaatsen (sinds 2001)
| Jaar | Eerste                 | Tweede                     | Derde                   |
| 2001 | Lorenzo Bernucci       | Santo Anzà                 | Jaroslav Popovytsj      |
| 2002 | Massimo Iannetti       | Giairo Ermeti              | Manuele Mori            |
| 2003 | Aristide Ratti         | Alessandro Proni           | Simone Guidi            |
| 2004 | Roeslan Pidhorny       | Aleksandr Jefimkin         | Marco Stefani           |
| 2005 | Vasil Kiryjenka        | Davide Bonucelli           | Alessio Ricciardi       |
| 2006 | Sacha Modolo           | Marco Bandiera             | Luca Fioretti           |
| 2007 | Francesco Ginanni      | Pierpaolo De Negri         | Adam Pierzga            |
| 2008 | Simone Ponzi           | Pierpaolo De Negri         | Wojciech Dybel          |
| 2009 | Roberto Cesaro         | Leonardo Pinizzotto        | Giuseppe Di Salvo       |
| 2010 | Andrea Pasqualon       | Francesco Manuel Bongiorno | Fabio Taddei            |
| 2011 | Alexander Serebrjakov  | Alfonso Fiorenza           | Mirko Tedeschi          |
| 2012 | Gennaro Maddaluno      | Ilya Gorodnichev           | Alessandro Mazzi        |
| 2013 | Gianfranco Zilioli     | Alessio Taliani            | Valerio Conti           |
| 2014 | Paolo Toto             | Marco Chianese             | Marco D'Urbano          |
| 2015 | Danilo Celano          | Giuseppe Brovelli          | Paolo Bianchini         |
| 2016 | Aliaksandr Riabushenko | Andrea Vendrame            | Gian Marco Di Francesco |
| 2017 | Eros Colombo           | Einer Rubio                | Andrea Di Renzo         |
| 2018 | Michele Corradini      | Einer Rubio                | Rossano Mauti           |
| 2019 | Manuel Pesci           | Lorenzo Quartucci          | Michele Corradini       |
| 2020 | Niet verreden          | Niet verreden              | Niet verreden           |
| 2021 | Matteo Zurlo           | Filippo Magli              | Federico Iacomoni       |
| 2022 | Sergio Meris           | Jacopo Menegotto           | Alessandro Iacchi       |
| 2023 | Edoardo Zamperini      | Kyrylo Tsarenko            | Federico Iacomoni       |